# Ischyromene bicarinata
Ischyromene bicarinata là một loài chân đều trong họ Sphaeromatidae. Loài này được Harrison miêu tả khoa học năm 1981.